# Минерва (хотел в Солун)
„Минерва“ (на гръцки: Ξενοδοχείο «Μινέρβα») е емблематичен хотел в град Солун, Гърция.

## Местоположение
Зданието е разположено на улица „Сингрос“ № 12, на пресечката с улица „Егнатия“ № 44.

## История
Сградата е построена в 1929 година по проект на гръцкия архитект Георгиос Камбанелос. Работи като хотел от 1932 година. Той е един от малкото хотели, може би единственият за времето си, който има централно отопление. Принадлежи към хотелите от клас „А“ заедно с „Атлас“, „Мегали Вретания“, „Виени“, „Андромеда“ и „Неа Митрополис“ на улица „Сингрос“. Към началото на XXI век продължава да работи по предназначението си.
В 1983 година е обявен за защитен обект.

## Архитектура
Сградата се състои от партер, три етажа и тавански етаж. Постройката се отличава с абсолютна симетрия както по отношение на вертикала, така и по отношение на хоризонталната ос. Сградата е декорирана с корнизи, бразди, които поддържат балконите и релефна декоративна лента в края на мазилката. Интериорът е решен с мраморни стълби, дървени парапети, богато украсени парапети, декорирани тавани и стени.